# Andrew Hjulsager
Andrew Hjulsager, né le 15 janvier 1995 à Amager au Danemark, est un footballeur danois qui joue au poste de milieu offensif au Vejle BK.

## Biographie

### Brøndby IF
Andrew Hjulsager commence à jouer au football à l'âge de 5 ans au Fremad Amager, club situé à Copenhague. En 2004, il rejoint le Brøndby IF, où il signe son premier contrat professionnel d'une durée de 3 ans en 2012. Il est alors considéré comme un espoir du football danois.
En août 2013, alors qu'il n'a pas encore joué de matches officiels avec Brøndby, il prolonge son contrat jusqu'en 2017.
Il joue son premier match en pro le 21 juillet 2013 contre le FC Vestsjælland. Lors de ce match, il marque un but, faisant de lui l'un des plus jeunes joueurs de Brøndby à inscrire un but.
Joueur très prometteur, il participe à la plupart des rencontres de son équipe (il joue 24 des 31 matchs de la saison), notamment la défaite en Coupe contre le Hvidovre IF, club fraîchement promu de 3e division.

### Celta Vigo et Grenade CF
Le 31 janvier 2017, Hjulsager est recruté par le Celta de Vigo.
Le 31 janvier 2018, lors du mercato hivernal, Hjulsager est prêté au Grenade CF jusqu'à la fin de la saison.

### KV Ostende
En juillet 2019 il rejoint la Belgique en s'engageant avec le KV Ostende. Il y devient un joueur clé. Lors de la saison 2020-2021 il est l'un des hommes forts de son équipe, marquant trois buts et délivrant onze passes décisives, étant par ailleurs élu joueur de la saison du KV Ostende,.

### KAA La Gantoise
Le 11 juin 2021 est annoncé le transfert d'Andrew Hjulsager à La Gantoise. Le joueur s'engage pour un contrat courant jusqu'en 2025. 
Il joue son premier match pour La Gantoise le 22 juillet 2021, à l'occasion d'une rencontre qualificative pour la Ligue Europa Conférence 2021-2022 contre le Vålerenga Fotball. Il est titularisé et son équipe l'emporte largement par quatre buts à zéro. Hjulsager inscrit son premier but pour La Gantoise le 25 janvier 2022, lors d'une rencontre de championnat face au KV Ostende. Il marque de la tête sur un service de Matisse Samoise et les deux équipes se neutralisent (1-1 score final).

### Vejle BK
Après une saison 2024-2025 où il a peu joué avec La Gantoise, Andrew Hjulsager quitte le clube belge à l'issue de son contrat à l'été 2025 pour rejoindre librement le Vejle BK, qui annonce son recrutement le 29 juin 2025. Le joueur signe un contrat de trois ans avec son nouveau club, soit jusqu'en juin 2028.

### En sélection
Après avoir joué dans plusieurs sélections juniors du Danemark, Hjulsager est convoqué par Jess Thorup pour jouer avec l'équipe des espoirs en novembre 2013. Il figure sur le banc des remplaçants lors des matchs contre la Bulgarie, Andorre, et l'Estonie comptants pour les qualifications pour le Championnat d'Europe espoirs.
Il joue son premier match avec l'équipe espoirs le 14 novembre 2014 lors d'un match amical contre la Tchéquie en remplaçant le joueur de l'Ajax Lucas Andersen à la 69e minute.

## Statistiques générales
| Saison                | Club                  | Championnat           | Championnat | Championnat | Championnat | Coupe(s) nationale(s) | Coupe(s) nationale(s) | Coupe(s) nationale(s) | Compétition(s) continentale(s) | Compétition(s) continentale(s) | Compétition(s) continentale(s) | Compétition(s) continentale(s) | Total | Total | Total |
| Saison                | Club                  | Division              | M.          | B.          | P.d.        | M.                    | B.                    | P.d.                  | Comp.                          | M.                             | B.                             | P.d.                           | M.    | B.    | P.d.  |
| 2013-2014             | Brøndby IF            | Superliga             | 22          | 4           | 1           | 1                     | 0                     | 0                     | -                              | -                              | -                              | -                              | 23    | 4     | 1     |
| 2014-2015             | Brøndby IF            | Superliga             | 20          | 4           | 4           | 1                     | 0                     | 0                     | C3                             | -                              | -                              | -                              | 21    | 4     | 4     |
| 2015-2016             | Brøndby IF            | Superliga             | 19          | 1           | 2           | 2                     | 1                     | 0                     | C3                             | 6                              | 0                              | 1                              | 27    | 2     | 3     |
| 2016-2017             | Brøndby IF            | Superliga             | 19          | 7           | 3           | -                     | -                     | -                     | C3                             | 8                              | 1                              | 4                              | 27    | 8     | 7     |
| Sous-total            | Sous-total            | Sous-total            | 80          | 16          | 10          | 4                     | 1                     | 0                     | -                              | 14                             | 1                              | 5                              | 98    | 18    | 15    |
| 2016-2017             | Celta Vigo            | Liga                  | 7           | 1           | 0           | -                     | -                     | -                     | C3                             | -                              | -                              | -                              | 7     | 1     | 0     |
| 2017-2018             | Celta Vigo            | Liga                  | 2           | 0           | 0           | 2                     | 0                     | 1                     | -                              | -                              | -                              | -                              | 4     | 0     | 1     |
| 2018-2019             | Celta Vigo            | Liga                  | 15          | 0           | 3           | 2                     | 0                     | 0                     | -                              | -                              | -                              | -                              | 17    | 0     | 3     |
| Sous-total            | Sous-total            | Sous-total            | 24          | 1           | 3           | 4                     | 0                     | 1                     | -                              | 0                              | 0                              | 0                              | 28    | 1     | 4     |
| 2017-2018             | Grenade CF (prêt)     | LaLiga 2              | 6           | 0           | 0           | -                     | -                     | -                     | -                              | -                              | -                              | -                              | 6     | 0     | 0     |
| Sous-total            | Sous-total            | Sous-total            | 6           | 0           | 0           | 0                     | 0                     | 0                     | -                              | 0                              | 0                              | 0                              | 6     | 0     | 0     |
| 2019-2020             | KV Ostende            | Jupiler Pro League    | 19          | 2           | 1           | 1                     | 0                     | 1                     | -                              | -                              | -                              | -                              | 20    | 2     | 2     |
| 2020-2021             | KV Ostende            | Jupiler Pro League    | 37          | 6           | 12          | 2                     | 1                     | 0                     | -                              | -                              | -                              | -                              | 39    | 7     | 12    |
| Sous-total            | Sous-total            | Sous-total            | 56          | 8           | 13          | 3                     | 1                     | 1                     | -                              | 0                              | 0                              | 0                              | 59    | 9     | 14    |
| 2021-2022             | La Gantoise           | Jupiler Pro League    | 4           | 0           | 1           | -                     | -                     | -                     | C4                             | 4                              | 0                              | 2                              | 8     | 0     | 3     |
| Sous-total            | Sous-total            | Sous-total            | 4           | 0           | 1           | 0                     | 0                     | 0                     | -                              | 4                              | 0                              | 2                              | 8     | 0     | 3     |
| Total sur la carrière | Total sur la carrière | Total sur la carrière | 170         | 25          | 27          | 11                    | 2                     | 2                     | -                              | 18                             | 1                              | 7                              | 199   | 28    | 36    |

## Palmarès

### En club
Brøndby IF
- Vice-champion du Danemark en 2017